# سام شو
سام شو (بالإنجليزية: Sam Shaw)‏ هو لاعب كرة قاعدة أمريكي، ولد في 1 مايو 1864 في بالتيمور في الولايات المتحدة، وتوفي في 13 فبراير 1947 في Upper Darby Township, Pennsylvania ‏ في الولايات المتحدة.

## وصلات خارجية
- سام شو على موقعبيزبول رفرنس.كوم (الدوري الرئيسي) (الإنجليزية)
- سام شو على موقعبيزبول رفرنس.كوم (الدوري الثانوي) (الإنجليزية)